# Враги (пьеса)
«Враги» — пьеса Максима Горького.
Пьеса «Враги» была представлена читателям в 1906 году в сборнике товарищества «Знание» и была признана первым произведением, написанным в духе социалистического реализма. В этот период Горький активно сотрудничал с различными революционными организациями, что и послужило толчком для написания данного произведения.

## Сюжет
Действия разворачиваются в 1905 году на фабрике помещиков Бардиных и Скроботова. Михаил Скроботов недоволен либеральной политикой своего компаньона Захара Бардина и сетует на то, что народ стал «подавать голос». «У меня никто не смел пищать!», — говорит Скроботов. Он искренне считает, что рабочему классу не позволены развлечения, образование и права голоса. 
На фабрике действует социал-демократическая организация, активисты которой требуют отставки жестокого мастера-узурпатора Дичкова. Скроботов категорически отказывается идти на поводу у рабочих, считая, что даже если увольнение и справедливо, в данном случае справедливость — «пагубное дело». Споры между компаньонами ни к чему не приводят, на фабрике ситуация выходит из под контроля. Скроботов прибегает к помощи жандармов. Проливается кровь. Один из разъярённых рабочих смертельно ранит Михаила. Перед смертью тот успевает сказать, что стрелявший был рыжим.
Начинаются прессинги и поиски убийцы. Жандармы раскрывают организацию, и проходят массовые аресты. Но рабочий класс не сдаётся и проявляет железное спокойствие, хладнокровие и мужество. Бардин спивается. Рабочий Акимов признаётся в убийстве, но за него вступаются другие рабочие. И на просьбу Клеопатры, жены Скроботова, выгнать прочь, старый рабочий Левшин отвечает: «Нас — не вышвырнешь, нет! Будет, швыряли! Пожили мы в темноте беззаконья, довольно! Теперь сами загорелись — не погасишь! Не погасите нас никаким страхом, не погасите».

## Постановки[1]
- Московский Художественный театр — 10 октября 1935 (реж. В. И. Немирович-Данченко и М. Н. Кедров, в ролях: В. Качалов и М. Кедров — Захар Бардин, O. Книппер-Чехова — Полина, В. Орлов — Яков Бардин, А. Тарасова — Татьяна, М. Тарханов и Б. Петкер — Печенегов, М. Прудкин — Михаил Скроботов, Н. Хмелёв — Николай Скроботов, М. Болдуман — Синцов, А. Грибов — Левшин, Ю. Кольцов — Рябцов, В. Ершов — Бобоедов, А. Жильцов — Квач.
- Спектакль возобновлён в 1968 году к 70-летию МХАТа М. Н. Кедровым, в ролях: Павел Массальский — Захар Бардин, Алла Тарасова — Полина, Леонид Губанов — Яков Бардин, Маргарита Юрьева — Татьяна, Б. Петкер — Печенегов, М. Прудкин — Михаил Скроботов, Владлен Давыдов — Николай Скроботов, Николай Алексеев — Синцов, А. Грибов — Левшин, Алексей Борзунов — Рябцов, Всеволод Абдулов — Акимов.

- Internationalist Theatre, Лондон — 26 мая 1985. [2]
- Almeida Theatre, Лондон — 5 мая 2006 (реж. David Hare)
- Омский академический театр драмы - 20 мая 2014 (реж. Г. Цхвирава)
- Main Street Theater, Хьюстон — 16 сентября 2017 (реж. Robert Shimko)